# صموئيل بلوم
صموئيل بلوم (بالإنجليزية: Samuel E. Blum)‏ (و. 1920 – 2013 م) هو كيميائي من الولايات المتحدة الأمريكية . 
توفي عن عمر يناهز 93 عاماً.

## التعليم
تعلم في جامعة روتجرز

## مناصب وهيئات
أدار آي بي إم.